# علم أنغولا
اعتمد العلم الوطني لأنغولا منذ استقلالها عن البرتغال في 11 نوفمبر 1975. ويتكون العلم الأنغولي من شريطين أفقيين أحمر وأسود، وفي وسطه ترس وساطور صفراوين مثلما هو الحال مع العديد من الدول الأفريقية الأخرى، يحتوي علم أنغولا علم شعار الحزب السياسي الذي يحكم البلد، وهو حزب الحركة الشعبية لتحرير أنغولا - حزب العمال، شعار الحزب يحتوي على نجمة صفراء وهي الموجودة في علم أنغولا الحالي. اشتقت ألوان العلم الأنغولي من علم الحركة الشعبية لتحرير أنغولا ذو التصميم المستمد من علم الجبهة الوطنية لتحرير جنوب فيتنام.

## معاني رموز العلم
- الأحمر: يرمز إلى الاشتراكية والثورة الشيوعية.

- الأسود: يرمز إلى قارة أفريقيا.

- الأصفر: يرمز إلى ثروة الرواسب المعدنية في البلاد.[4]

- شعار الترس والساطور والنجمة: يرمز إلى العمال والفلاحين والحزب الحاكم الذين يمثلون أساس المجتمع في الشيوعية.

## وصف العلم
يتكون علم أنغولا من شريطين أفقيين باللونين الأحمر والأسود يتوسطهما باللون الأصفر شعار الترس والساطور - الذي يتكون من نجمة خماسية مدببة داخل عجلة ترس نصف متقاطعة بواسطة ساطور - المتحور من شعار المطرقة والمنجل المستخدم على علم الاتحاد السوفيتي. فكما هو موضح في دستور أنغولا، يشير النصف الأحمر من العلم إلى إراقة الدماء - خلال فترة الاستعمار البرتغالي، والنضال من أجل الاستقلال، والدفاع عن البلاد. النصف الأسود يرمز إلى إفريقيا. في الشعار المركزي، يمثل الترس العمال الصناعيين والإنتاج، ويمثل الساطور الفلاحين والإنتاج الزراعي والنضال المسلح، أما النجمة على شكل النجمة الحمراء فترمز إلى التضامن والتقدم الدوليين. يرمز اللون الأصفر للشعار إلى ثروة البلاد. وصف دستور عام 1975 الشريط الأحمر بأنه يرمز إلى إراقة الدماء خلال فترة الاستعمار البرتغالي والتحرر الوطني والثورة - وتم استبدال الإشارة إلى الثورة بالدفاع عن الوطن في دستور عام 1992. وفي التغييرات الأخرى للصياغة بين عامي 1975 وإصدارات عام 1992، تم تغيير الساطور من رمز «الأممية» إلى «التضامن الدولي»، وتم استبدال الإشارات إلى «الطبقة العاملة» و«الطبقة الفلاحة» بكلمتي «العمال» و«الفلاحين».

## ألوان
| أنغولا                               | أحمر        | أصفر       | أسود            |
| ------------------------------------ | ----------- | ---------- | --------------- |
| النموذج اللوني سيان ماجنتا أصفر أسود | 20/100/90/0 | 0/15/100/0 | 10/10/10/100    |
| بانتون                               | 186 C       | 116 C      | Process Black C |
| النموذج اللوني أحمر أخضر أزرق        | 204/9/47    | 255/203/0  | 0/0/0           |
| ألوان الويب                          | C8102E      | FFCD00     | 000000          |

## معرض صور

علم البرتغال المستخدم في أنغولا خلال الحكم البرتغالي (1911-1975)
علم مقترح لأنغولا البرتغالية (1967) - لم يُستخدم قط.
علم الحركة الشعبية لتحرير أنغولا
علم الجبهة الوطنية لتحرير أنغولا
علم يونيتا، حركة سابقة والآن حزب معارض في أنغولا
علم مقترح لأنغولا (1996)
علم مقترح لأنغولا (2003)
علم أنغولا الرئاسي